# Amylascus herbertianus
Amylascus herbertianus är en svampart som först beskrevs av J.W. Cribb, och fick sitt nu gällande namn av Trappe 1971. Amylascus herbertianus ingår i släktet Amylascus och familjen Pezizaceae.   Inga underarter finns listade i Catalogue of Life.